# 张善琨
张善琨（1907年—1957年），浙江省吳興縣人。中華民國電影人。

## 個人經歷
1907年，張善琨出生於湖州南潯。
1934年，張善琨創立新華影業公司。1946年，他和童月娟赴英屬香港。張善琨最先在1954年發起，1956年成立「港九電影從業人員自由工會」。1957年1月7日因心臟病病逝於日本东京。

## 家庭
- 元配：童俊卿
- 配偶：童月娟